# Kronburg
Kronburg ist eine oberschwäbische Gemeinde im schwäbischen Landkreis Unterallgäu. Der Hauptort der Gemeinde ist das Pfarrdorf Illerbeuren. Bekannt ist Kronburg vor allem durch das weithin sichtbare Schloss Kronburg.

## Geografie

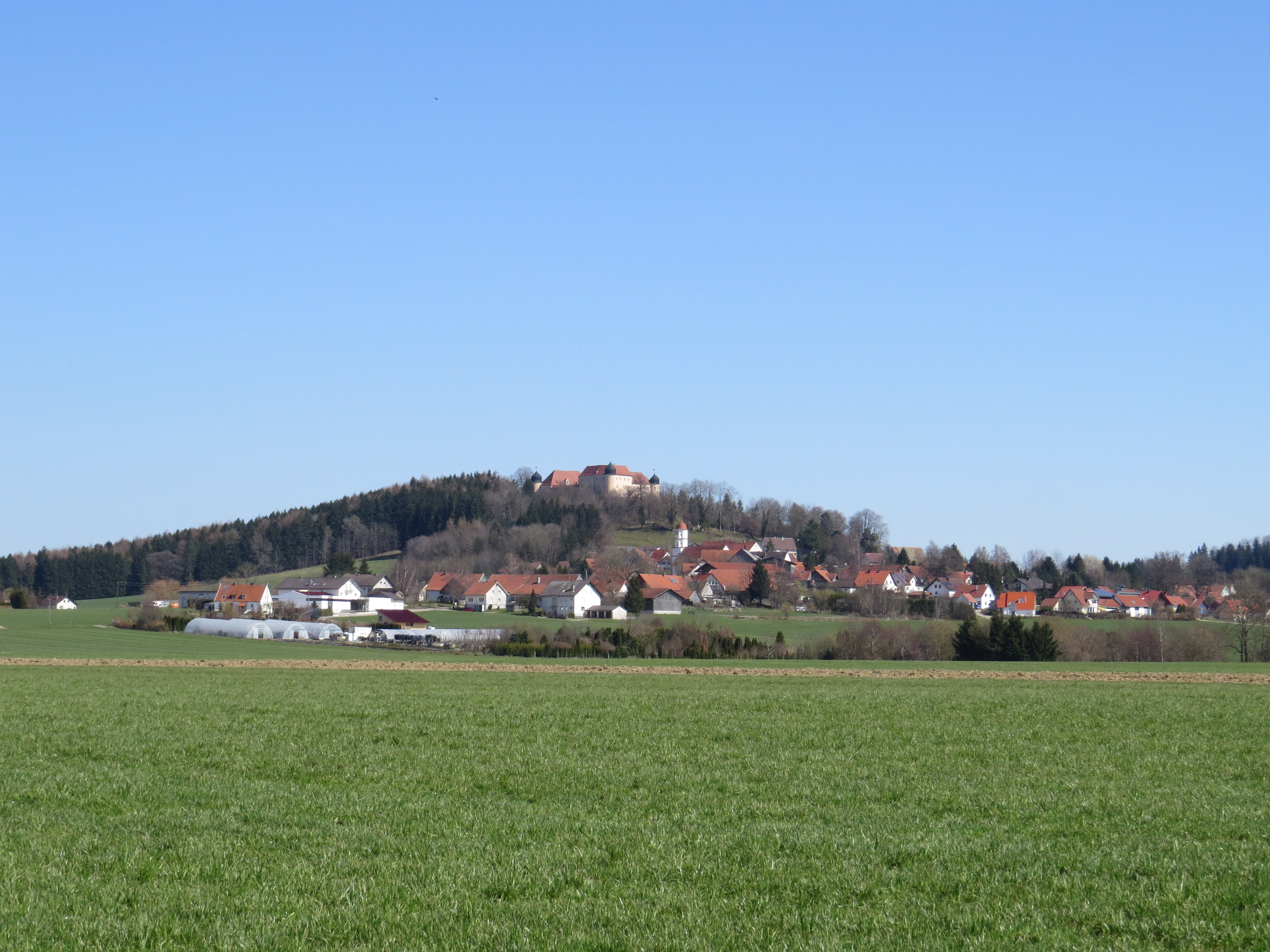
Kronburg von Norden

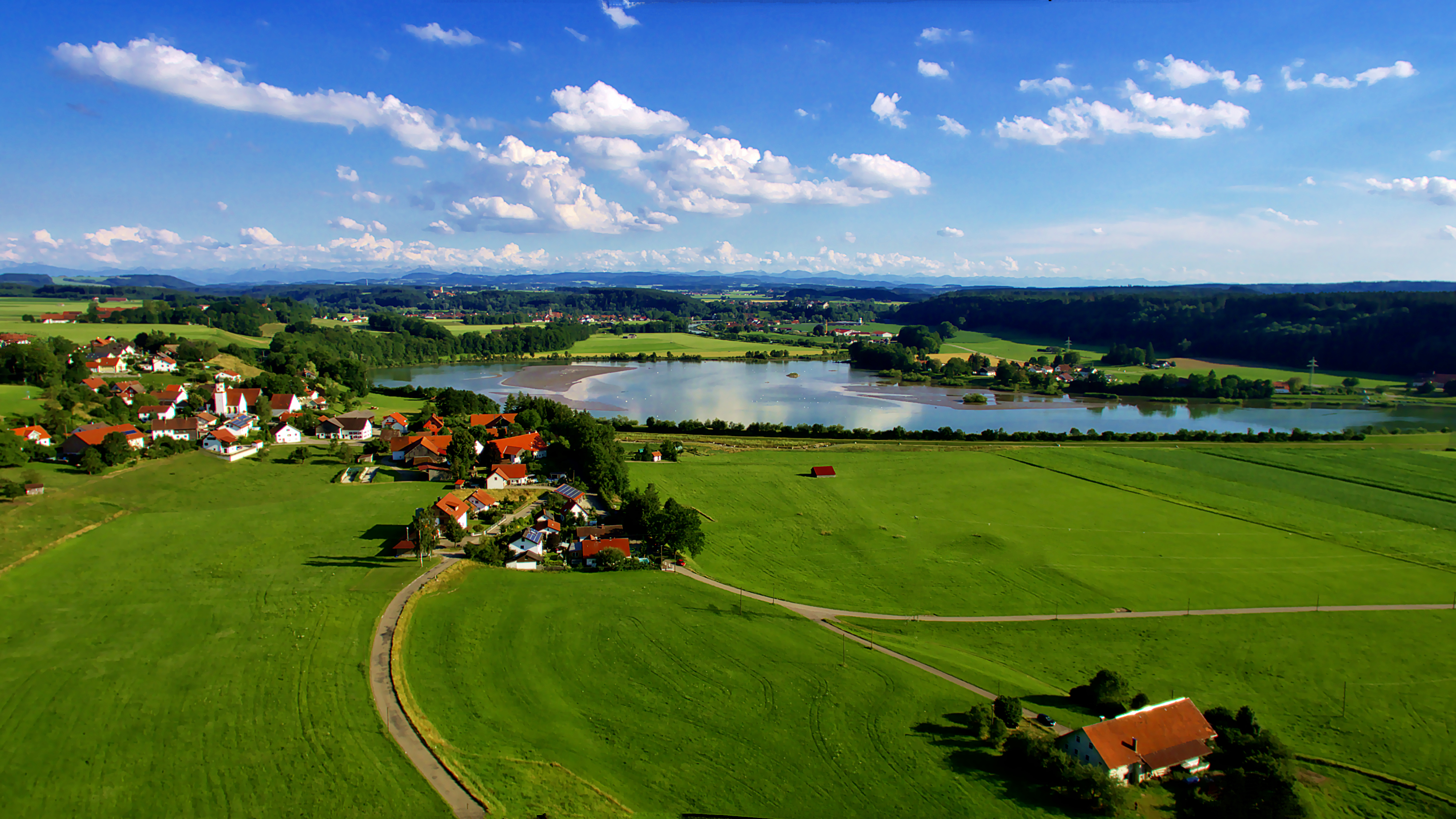
Gemeindeteil Kardorf mit Illerstausee von Norden

### Lage
Kronburg liegt auf der östlichen Seitenmoräne des Illertales 693 m ü. NHN (Pfarrkirche) bzw. 744 m ü. NHN (Schloss Kronburg), zehn Kilometer südlich von Memmingen in der Region Donau-Iller in Oberschwaben. Das Gemeindegebiet liegt zwischen 595 m ü. NHN an der Iller und 759 m ü. NHN auf dem Höhenrücken Hohenrain, südöstlich von Kronburg.

### Gemeindegliederung
Das Gemeindegebiet besteht aus den Gemarkungen Kronburg und Kardorf. Der Hauptort Illerbeuren liegt in der Gemarkung Kronburg.
Es gibt insgesamt 17 Gemeindeteile (in Klammern ist der Siedlungstyp angegeben):
- Aubauer (Einöde)
- Fuchsloch (Einöde)
- Fugger (Einöde)
- Greuth (Dorf)
- Hackenbach (Dorf)
- Heißenschwende (Einöde)
- Hurren (Einöde)
- Illerbeuren (Pfarrdorf)
- Kardorf (Kirchdorf)
- Kronburg (Kirchdorf)
- Locher (Einöde)
- Oberbinnwang (Dorf)
- Oßlang (Einöde)
- Rothmoos (Einöde)
- Unterbinnwang (Dorf)
- Wagsberg (Dorf)
- Westerau (Einöde)

## Geschichte

### Bis zur Gemeindegründung

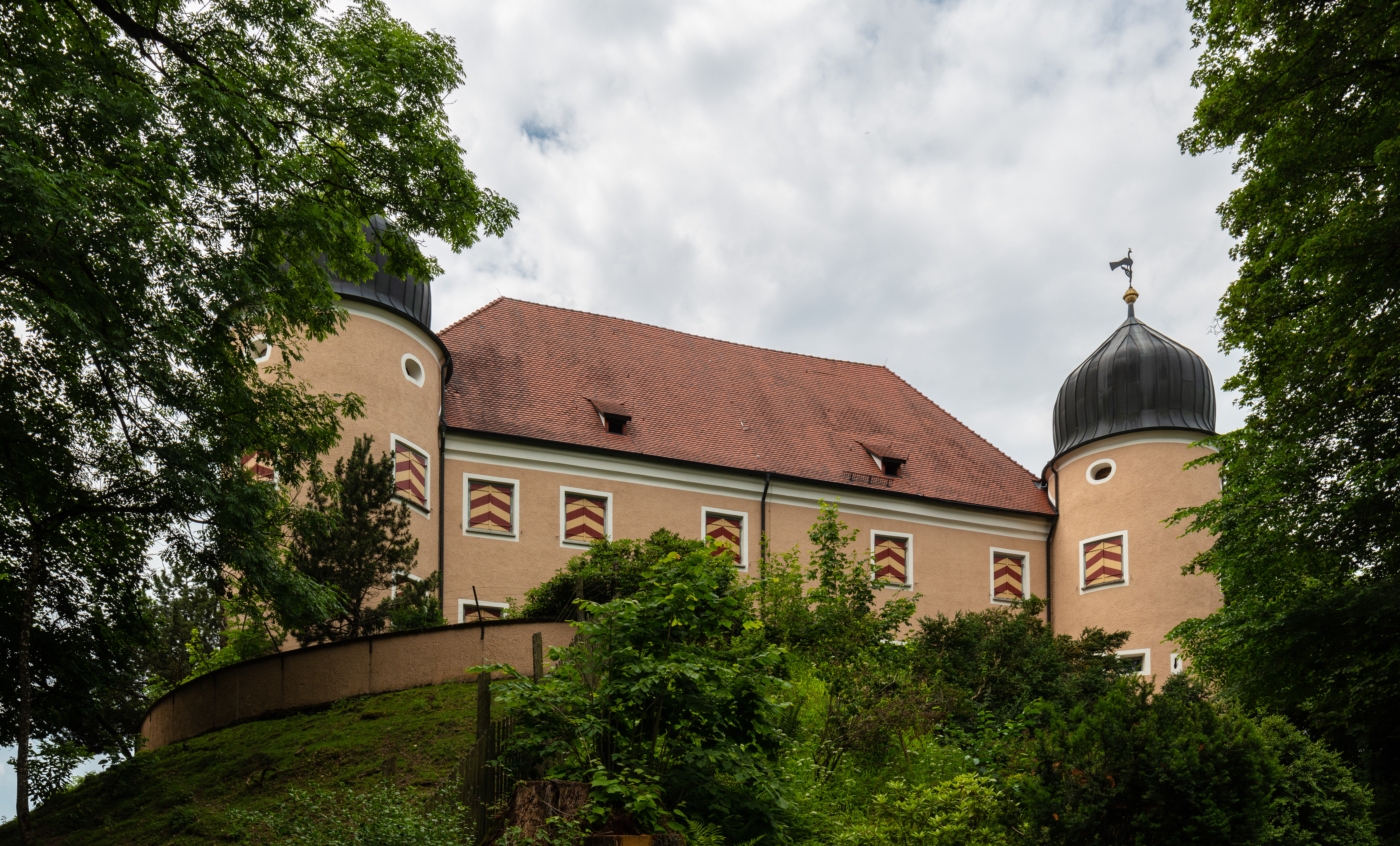
Schloss Kronburg

Der Name Kronburg oder Grünburg stammt wahrscheinlich von einer Sippe der Grünen, er wiederholt sich in den Ortsnamen Grönenbach und Grünenfurt.
Die Geschichte Kronburgs ist eng mit Schloss Kronburg verknüpft. Bei einer Schlossrenovierung wurden römische Münzen gefunden und gut erhaltene Mauern aus Buckelquader freigelegt. Die schon vorher vertretene Auffassung, dass sich an der Stelle von Kronburg einst ein römisches Kastell befand, war damit bestätigt. Vom Standort der Befestigung konnten die nächsten Wachtürme sowie die über Kimratshofen, Legau und Lautrach führende Römerstraße leicht eingesehen und überwacht werden.
Kronburg war, soweit bekannt, Eigentum der Edlen von Kronburg. In alten Urkunden ist ein „Ruof von Kronburg“ angeführt, der im Jahr 727 in einer Schlacht bei Feilenforst gegen die Franken ums Leben kam. In einer Urkunde des Klosters St. Gallen aus dem Jahr 833 ist von einem „Freson von Kronburg“ die Rede. Die Kronburg war auch Sitz der gleichnamigen Herrschaft.
Im Dreißigjährigen Krieg kam es zu schweren Verlusten im Ort. 1632 marschierten die Schweden ein. Kronburg, katholisch und von lauter reformierten Gemeinden umgeben, wäre beinahe untergegangen. 1636 lebten nur noch vier Bewohner in dem Ort.
Im Jahr 1802 zählte die Ortschaft 35 Häuser mit 275 Bewohnern. Mit der Rheinbundakte 1806 kamen der Ort und die Herrschaft Kronburg zum Königreich Bayern. Im Zuge der Verwaltungsreformen in Bayern entstand mit dem Gemeindeedikt von 1818 die heutige Gemeinde Kronburg.
Das bis 1848 bestehende Patrimonialgericht I. Klasse der Freiherren von Westernach umfasste, wie schon zuvor die Herrschaft, die Orte Kronburg, Illerbeuren, Ober- und Unterbinnwang sowie die Weiler Greuth, Wagsberg und Hurren und die Einöden Hängenmühle, Heißenschwende und Oßlang.

### Geschichte der Kronburg

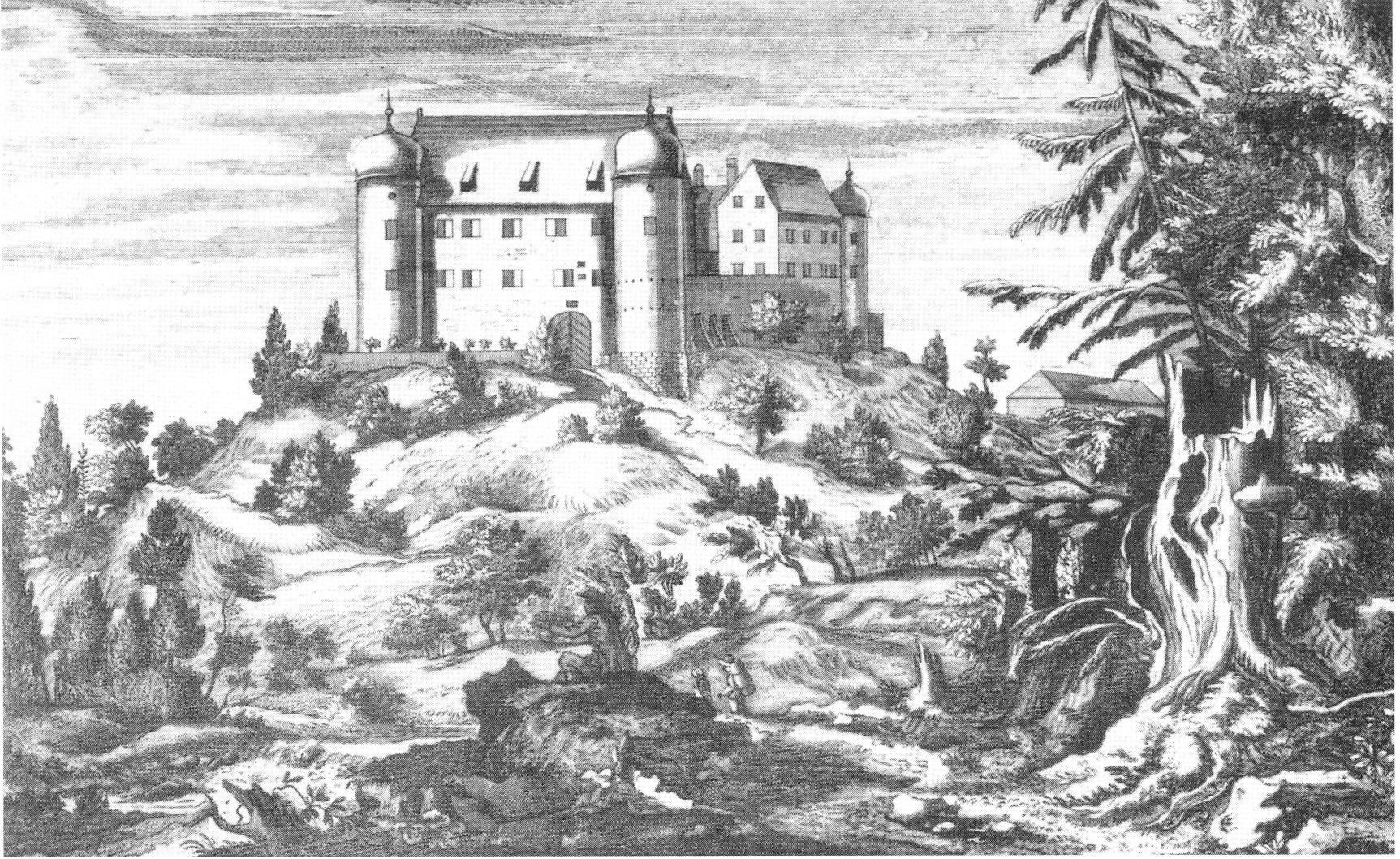
Das Schloss Kronburg um 1730

Die oberste Kronburg stand auf der Nordwestseite des Hohen Rains, also südlich der heutigen Anlage. Sie wurde wohl kurz nach 1200 erbaut. Im Jahre 1268 kam die Burg an die Habsburger, die sie fortan als Pfandlehen vergaben. Der letzte der Herren von Kronburg war Eitel von Kronburg, der 1360 starb. Über die Herren von Ratzenried ging die Burg von 1366 bis 1454 in den Besitz der Herren von Uttenried. 1460 ging das Schloss an Hans von Werdenstein und 18 Jahre später an die Herren von Rechberg. Sie bauten von 1490 bis 1536 auch das heutige kastellförmige Burgschloss an der Stelle der zerfallenen Römerbefestigung. 1604 starb Ernst von Rechberg ohne männlichem Leibeserben. Seine Nachfolger zerstritten sich mit dem Oberlehnsherren, dem Erzherzog von Österreich und wurden nach fünfzehnjährigen Erbstreitigkeiten des Lehens für verlustig erklärt. Somit fiel das Schloss an Johann Eustach von Westernach, den späteren Großmeister des Deutschen Ordens. Im Jahre 1635 versuchten die Schweden, das Schloss einzunehmen, jedoch konnten sie abgewehrt werden. Im Spanischen Erbfolgekrieg nahmen zuerst die Franzosen das Schloss ein und befestigten die Anlage stark. Ein Jahr später, nach der Zweiten Schlacht bei Höchstädt, wurde das Schloss durch die flüchtenden Bayern eingenommen. Dabei wurden alle vier Rundtürme auf halber Höhe abgebrochen. Erst nach Intervention des Augsburger Bischofs Eustachius Egolph Freiherr von Westernach wurden die Türme, dick und voller Schusslöcher, wieder aufgebaut. Dabei wurden sie auch mit den charakteristischen Zwiebelhauben versehen.
Maria-Theresia, die Tochter des Johann Ignaz von Westernach, führt den gesamten Besitz ihrem Gemahl, dem Freiherren Maximilian von Vequel auf Hohenkammern zu. Die Nachkommen tragen bis heute den Namen Freiherren von Vequel-Westernach. 1986 wurde das Schloss für Übernachtungen, Konzerte, Bankette, Märkte und Führungen geöffnet. Die letzte Renovierung fand von 1993 bis 1998 statt.

### Religionen
Der größte Teil der Bevölkerung gehört zur römisch-katholischen Kirche. Die römisch-katholische Pfarrkirche befindet sich in Illerbeuren. Kronburg und Kardorf haben Filialkirchen, die von Illerbeuren aus betreut werden. Für die evangelische Minderheit, die vor allem durch Zuzug in das Dorf gekommen ist, ist die Kirchenverwaltung von St. Agatha im Memminger Stadtteil Dickenreishausen zuständig.

### Eingemeindungen

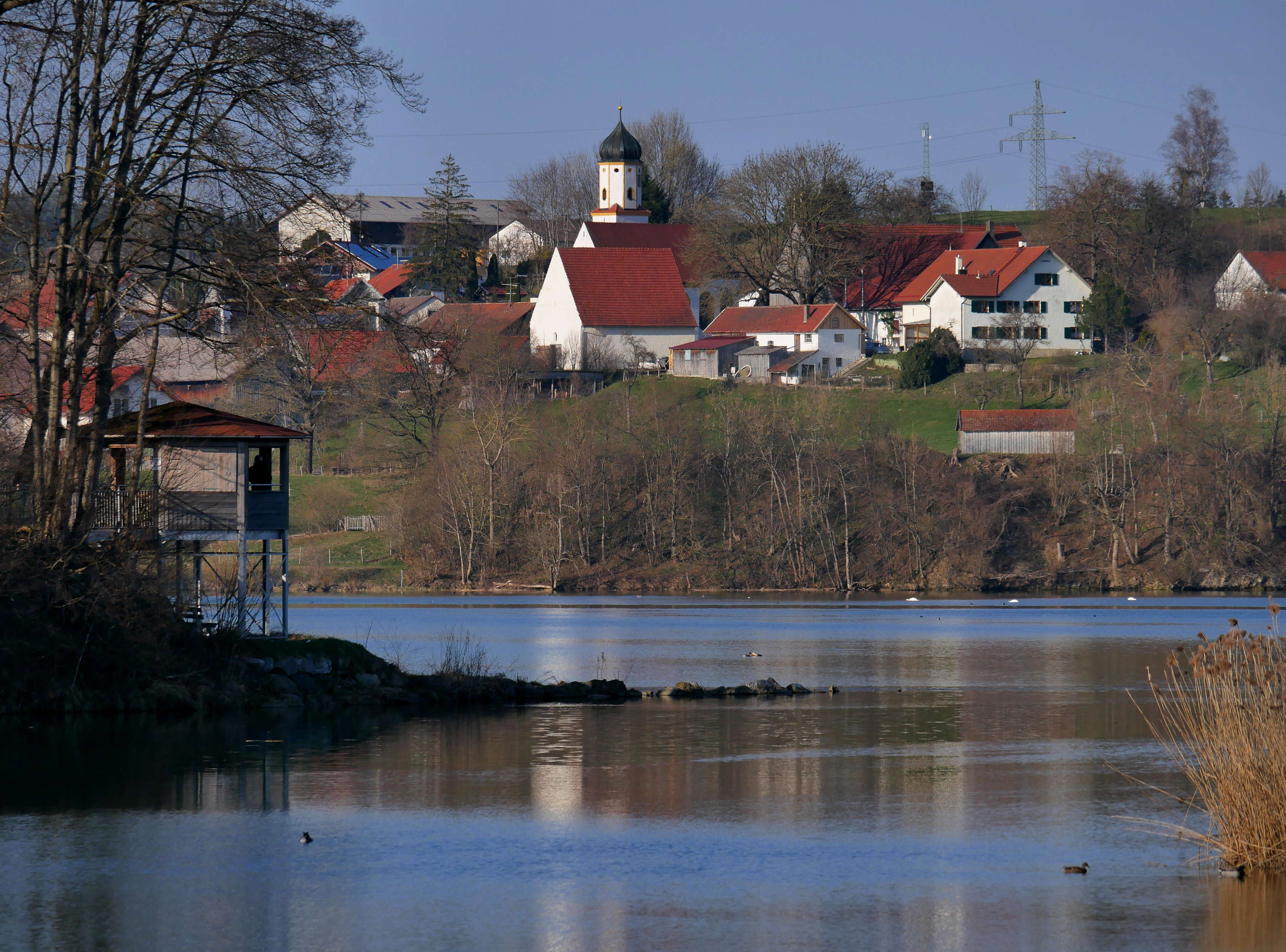
Kardorf über dem Vogelschutzgebiet Illerstausee

Im Zuge der Gebietsreform in Bayern wurde am 1. Juli 1977 die Gemeinde Kardorf eingegliedert.

### Einwohnerentwicklung
| Einwohner | 0275 | 1348 | 1292 | 1398 | 1578 | 1592 | 1671 | 1714 | 1791 | 1755 | 1750 |

Zwischen 1988 und 2018 wuchs die Gemeinde von 1457 auf 1752 um 295 Einwohner bzw. um 20,3 %.

## Politik und Öffentliche Verwaltung

### Bürgermeister
Erste Bürgermeisterin ist seit 2024 Heike Klinkhammer (Freie Wählergemeinschaft).
- 1972–1996: Michael Wiest
- 1996–2014: Winfried Prinz (CSU/Freie Wählergemeinschaft)
- 2014–2024: Hermann Gromer † (Freie Wählergemeinschaft)
- seit 2024: Heike Klinkhammer (Freie Wählergemeinschaft)

### Gemeinderat
Bei der Kommunalwahl am 15. März 2020 ergab sich folgende Sitzverteilung:
- FWG Kronburg: 9 Sitze (70,9 %)
- CSU/Forum Zukunft: 3 Sitze (29,1 %)

In der Amtszeit 2014 bis 2020 lag nur der gemeinsame Wahlvorschlag CSU/Freie Wählerschaft vor, der alle zwölf Mandate innehatte.

### Verwaltung
Die Gemeinde ist Mitglied der Verwaltungsgemeinschaft Illerwinkel.

### Wappen
| Wappen von Kronburg | Blasonierung: „In Silber ein grüner Wellenschrägbalken, darüber ein golden gekrönter schwarzer Wolf, darunter schräg übereinander zwei rote Giebelhäuser.“ |
| Wappen von Kronburg | Wappenbegründung: Die seit dem Jahr 1619 auf der Kronburg ansässigen Herren von Westernach hatten eine dominierende Stellung als Ortsherren, worauf der dem Familienwappen entnommene Wolf hinweist. Auf den Gemeindeteil Illerbeuren beziehen sich die beiden Häuser; in seiner alten Form deutet der Ortsname bereits 948 eine Siedlung „zu den häusern“ an. Die Iller als Namensbestandteil und als landschaftliches Merkmal wird durch den Wellenbalken als Flusssymbol dargestellt. Der Entwurf stammt vom Illerbeurer Hermann Zeller. Die Gestaltung übernahm der Kronacher Karl Haas. Dieses Wappen wird seit 1976 geführt. |

### Flagge
Die Flagge ist grün-weiß-schwarz gestreift mit aufgelegtem Gemeindewappen. Diese wurde am 15. Juli 1976 durch Bescheid der Regierung von Schwaben genehmigt.

### Gemeindepartnerschaften
Seit 12. Juni 2005 besteht mit der ungarischen Gemeinde Vértestolna ein offizieller Partnerschaftsvertrag. Diesem vorausgegangen ist der Kontakt der seit 1999 besteht, als im Bauernhofmuseum Illerbeuren eine kleine Herde von Zaupelschafen aus Vértestolna einzog.

## Kultur und Sehenswürdigkeiten

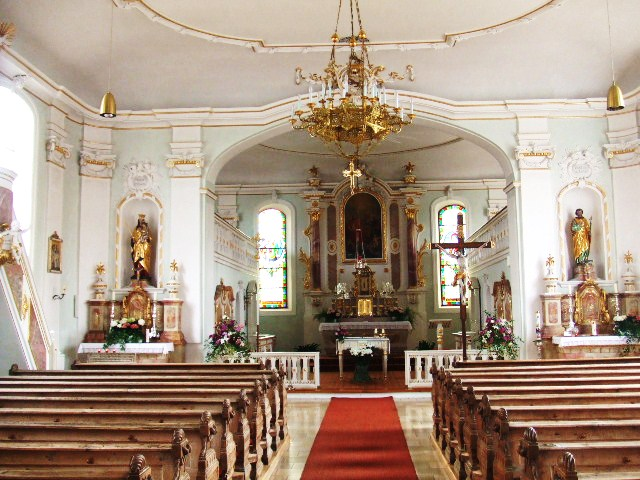
Kath. Kirche in Kronburg, Innenansicht

An Sehenswürdigkeiten ist die Gemeinde Kronburg reich bestückt. So zählt das Schloss Kronburg dazu, ein Renaissanceschloss, welches auf einer Anhöhe von 752 Metern über dem Illerwinkel liegt, wie auch das Schwäbische Bauernhofmuseum in Illerbeuren. Als weitere Sehenswürdigkeiten des Ortes können die römisch-katholischen Kirchen Filialkirche Heiligste Dreifaltigkeit in Kronburg, Pfarrkirche Mariä Himmelfahrt in Illerbeuren und die Filialkirche St. Nikolaus in Kardorf betrachtet werden, welche alle barock ausgestaltet sind.

## Wirtschaft und Infrastruktur

### Wirtschaft einschließlich Land- und Forstwirtschaft
Es gab im Jahr 2020 nach der amtlichen Statistik 249 sozialversicherungspflichtig Beschäftigte am Arbeitsort. Sozialversicherungspflichtig Beschäftigte am Wohnort gab es insgesamt 782. Im verarbeitenden Gewerbe gab es keinen, im Bauhauptgewerbe einen Betrieb. Zudem bestanden im Jahr 2016 39 landwirtschaftliche Betriebe mit einer landwirtschaftlich genutzten Fläche von 1161 ha, davon waren 139 ha Ackerfläche und 1022 ha Dauergrünfläche.

### Bildung
Im Jahr 2021 gab es eine Grundschule mit fünf Lehrern und 102 Schülern.

## Persönlichkeiten

### Ehrenbürger
- Michael Wiest (* 25. März 1935 als Michael Hiemer in Altusried; † 20. November 2018[12]), erster Bürgermeister von 1972 bis 1996 erhielt am 8. April 2005 anlässlich seines der Feier seines 70. Geburtstags die Ehrenbürgerwürde.[13]

### Söhne und Töchter des Ortes
- Marten von Barnekow (1900–1967), deutscher Springreiter, in Kronburg geboren

### Persönlichkeiten, die vor Ort gewirkt haben
- Bernhard Heinzmann (1903–1942), katholischer Priester und Gegner des NS-Regimes, war bei seiner Verhaftung 1941 Pfarrvikar in Illerbeuren